# DisneyToon Studios
A Disneytoon Studios (conhecidos anteriormente como Disney MovieToons e Disney Video Premiere) foi um estúdio de animação americano, pertencente a The Walt Disney Company, focado na produção de filmes para lançamento diretamente em vídeo, e ocasionalmente para os cinemas. O estúdio desenvolveu filmes baseados em franquias da Walt Disney Animation Studios, e Pixar.

## História
O estúdio foi fundado em 1990. Originalmente, o processo de animação dos filmes era feito fora dos Estados Unidos, nos extintos estúdios satélites da Disney Television Animation localizados na Austrália, Canadá e Japão. Isso ajudava a baratear os custos das produções. Após o fechamento desses estúdios nos anos subsequentes, a Disneytoon Studios passou a focar sua produção nos Estados Unidos e em estúdios terceirizados na Índia. Em 2011, o estúdio ganhou um novo prédio em Glendale, Califórnia.
Em 2007, os executivos da Pixar Edwin Catmull e John Lasseter assumiram a Disneytoon Studios como Presidente e Executivo Chefe de Criação, respectivamente. O estúdio foi reestruturado, levando ao cancelamento de todas as sequências planejadas para os filmes da Walt Disney Animation Studios. Como parte da nova administração, a DisneyToon Studios foi colocada para produzir spin-offs e não mais continuações. O primeiro fruto dessa empreitada foi a série de filmes Tinker Bell, vinculada a franquia Disney Fadas. A empresa foi descontinuada em 28 de junho de 2018.

## Produções
- A lista a seguir cita apenas as produções após a reestruturação do estúdio em 2007, promovida por Edwin Catmull e John Lasseter.[3]

| Filme                                        | Data de lançamento original | Distribuição          |
| -------------------------------------------- | --------------------------- | --------------------- |
| Tinker Bell                                  | 28 de outubro de 2008       | Diretamente em vídeo  |
| Tinker Bell and the Lost Treasure            | 27 de outubro de 2009       | Diretamente em vídeo  |
| Tinker Bell and the Great Fairy Rescue       | 21 de setembro de 2010      | Diretamente em vídeo  |
| Pixie Hollow Games                           | 19 de novembro de 2011      | Especial de televisão |
| Secret of the Wings                          | 23 de outubro de 2012       | Diretamente em vídeo  |
| Planes                                       | 9 de agosto de 2013         | Cinema                |
| The Pirate Fairy                             | 1 de abril de 2014          | Diretamente em vídeo  |
| Planes: Fire & Rescue                        | 18 de julho de 2014         | Cinema                |
| Tinker Bell and the Legend of the NeverBeast | 3 de março de 2015          | Diretamente em vídeo  |